# Salisbury Katedral set fra biskoppens jorde
Salisbury Katedral set fra biskoppens have blev malet i 1823 af den engelske landskabsmaler John Constable (1776-1837). Dette maleri af en af Englands mest kendte middelalderkirker er et af hans mest berømte værker. Det blev bestilt af en af hans nærmeste venner, biskoppen af Salisbury, John Fisher.
Constable besøgte Salisbury i 1820 og udførte en række olieskitser som forarbejder til værket, som han har malet i flere udgaver. Til denne udgave valgte han et udsigtspunkt i biskoppens have. Biskoppen udpeger nederst til venstre den solbeskinnede katedral for sin kone, mens en af deres døtre, Dorothea, går hen ad stien mod sine forældre.
Da Constable besøgte udstillingen af maleriet i 1823 ved Royal Academy, bemærkede han: "Min katedral ser godt ud ... Det har været det vanskeligste landskabsmotiv, jeg nogensinde har haft på mit staffeli. Jeg er ikke veget uden om arbejdet med vinduer, stræbepiller osv. – men jeg har som sædvanlig fundet en løsning ved hjælp af uklarheden i chiaroscuro". (Beckett, p. 115)
En tidligere udgave viste katedralen under en overskyet himmel. Biskop John Fisher gjorde imidlertid indsigelse mod den mørke sky over katedralen og bad om en "mere skyfri himmel", da han bestilte endnu en udgave.
Maleriet har alle det britiske landskabsmaleris kendetegn: skyerne, træerne, en eng, kvæg, der drikker ved søens bred og middelalderkirkens storslåede arkitektur – alt ud fra en menneskelig målestok. Malerier som dette har påvirket synet på det landlige England, så det nu er vanskeligt at forestille sig en tid, da landskabet og livet på landet ikke blev værdsat.